# Ёршик

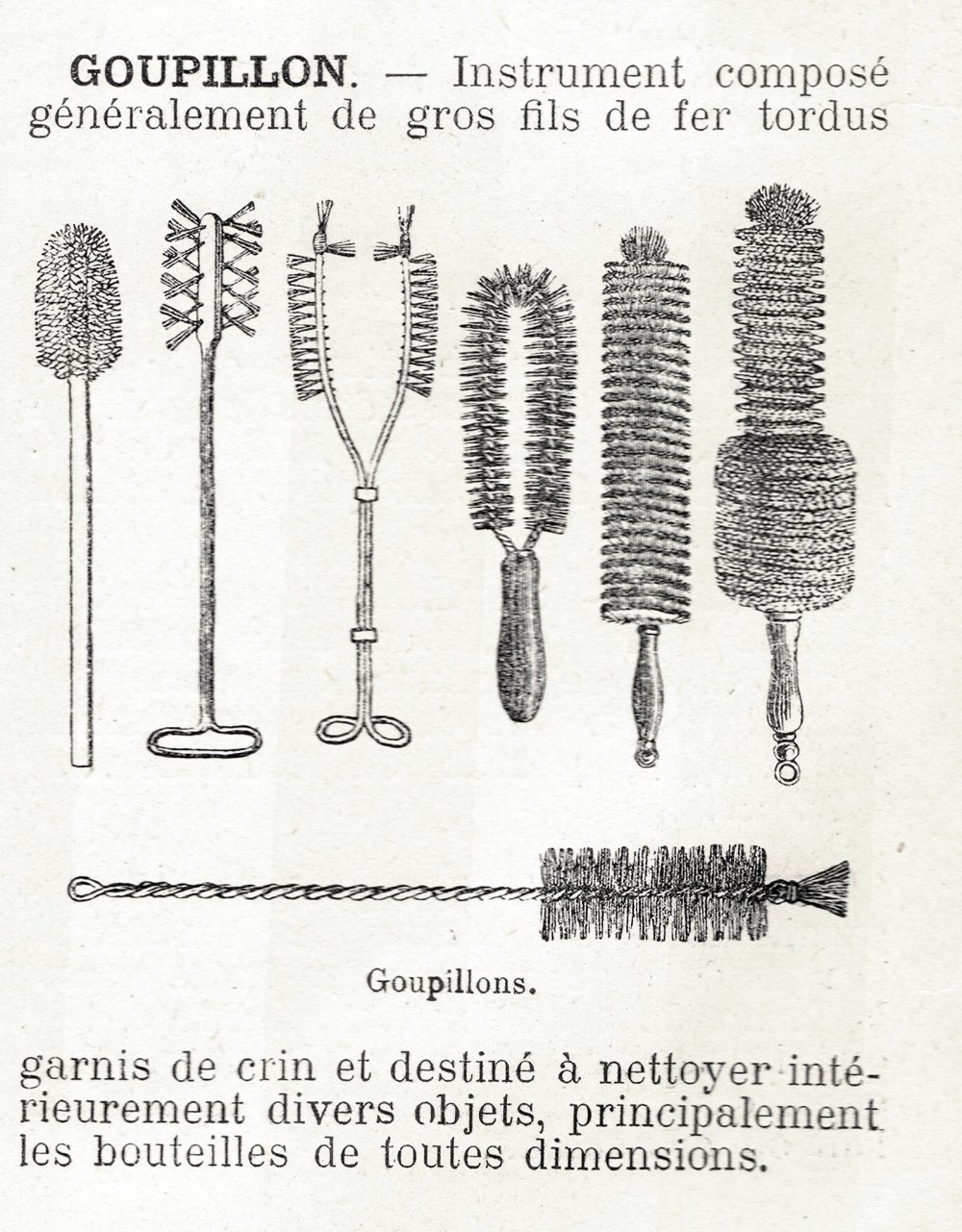
Бутылочные ёршики (щётки) для чистки бутылок всех видов являлись инструментами фармацевтов, аптекарей или общих мерчандайзеров

Ёршик (обычно ёрш) — инструмент (приспособление) для чистки внутренних поверхностей различных предметов, например, труб. Ёршик обычно состоит из рукоятки и щётки, последняя в XVIII веке делалась из свиной щетины. Материалы и форма могут быть различны в зависимости от области применения.

## Использование
Ёршик применяется для следующих целей.
- Бутылочный ёршик (кухонная щётка) — мойки различных ёмкостей (например, бутылок, банок с небольшими отверстиями).
- Туалетный ёршик — мытья унитазов.
- Дымоходный ёршик — чистки дымохода от сажи.
- Медицинский ёршик — забора диагностического материала из шейки матки[3].
- Интердентальный ёршик — чистки межзубных промежутков наряду с зубной нитью (флосс)[4][5][6].
- Косметический ёршик — кисть-ёршик для бровей и ресниц — для нанесения макияжа и косметических средств (гель для бровей, тушь для ресниц) с целью придания объёма и цвета[7].

Также ёршики применяются для удаления ржавчины и других отложений с металлических механизмов и изделий, например при чистке оружейного ствола стрелкового оружия, кальянных и курительных трубок, ламповых стёкол и т. д.